# Paweł Moczydłowski
Paul Moczydłowski (Gostynin, 8 settembre 1953) è un criminologo polacco.

## Vita
Si è laureato in scienze sociali sul Università di Varsavia. Nel 1987 ha conseguito il diploma di dottorato in discipline umanistiche e del lavoro dal titolo "Second Life": istituzioni totali ovvero come accedere ai segreti delle relazioni umane (con la supervisione del Prof. Jacek Kurczewski).
Negli anni 1977-2001 ha lavorato nel Istituto di Riabilitazione Sociale e Dipartimento di Scienze Sociali Applicate e di risocializzazione all'Università di Varsavia, poi presso l'Istituto di Scienze Sociali Applicate Università. Negli anni ottanta ha partecipato come consulente al Centro per le iniziative dei diritti dei cittadini di Solidarność. Nel 2002 divenne docente presso la Scuola di Società per l'Educazione Nazionale.
Dal 1990 al 1994 ha ricoperto il ruolo Direttore Generale e Direttore del Consiglio Centrale della Penitenzieria con il grado di colonnello. Si sedette nel Comitato consultivo per la riforma della sicurezza nazionale nel Ministero degli affari interni e dell'amministrazione (1990) e la Commissione per la Riforma del Diritto Penale presso il Ministero della Giustizia (1991), e consigliere del Ufficio il presidente polacco Lech Wałęsa (1995).
Dal 1995 opera nel settore delle ONG. Nel 1995-1999 ha diretto l'Associazione del "patrocinio" Penitenziaria. A partire dal 2000, gestisce una propria attività di consulenza. Ha collaborato con Open Society Institute come un esperto di carceri nei paesi ex comunisti dell'Asia: Azerbaigian o (1999), Mongolia (2000), Tagikistan o (2000-2001), Kirghizistan o (2000-2004) e Georgia (2000-2004). Ha condotto ricerche in molti paesi in Europa, Asia e nelle Americhe.
Nel 2011 è stato insignito del Croce di Cavaliere dell'Ordine della Rinascita polacco.

## Opere
- Protesty zbiorowe w zakładach karnych, Warszawa 1986
- "Drugie życie" w instytucji totalnej, Warszawa 1988
- Collective Protests in Penal Institutions, Oslo 1990 (współautor)
- Drugie życie więźnia, Opole 1991, Warszawa 2002
- The Hidden Life of Polish Prisons, Bloomington 1992
- Kariera strachu. Bezpieczeństwo publiczne w Polsce, Warszawa 2004